# 7 août 2016
Le dimanche 7 août 2016 est le 220e jour de l'année 2016.

## Décès
- Anđelko Klobučar (né le 11 juillet 1931), compositeur et organiste croate ;
- Bryan Clauson (né le 15 juin 1989), pilote automobile américain ;
- Dolores Vargas (née le 16 mai 1936), chanteuse de flamenco espagnole ;
- Frédéric Teschner (né le 8 mai 1972), graphiste français ;
- Irène Tharin (née le 18 juillet 1935), personnalité politique française ;
- Ivo Urbančič (né le 12 novembre 1930), philosophe slovène ;
- Jack Günthard (né le 8 janvier 1920), gymnaste suisse ;
- Jack Sears (né le 16 février 1930), pilote automobile britannique ;
- Jean Sanitas (né le 1er janvier 1927), poète et journaliste français ;
- Peter Gonville Stein (né le 19 mai 1926), professeur de droit britannique ;
- Rodolfo Camacho (né le 17 octobre 1975), cycliste vénézuélien.

## Événements
- Référendum constitutionnel en Thaïlande ;
- Élection présidentielle à Sao Tomé-et-Principe, 2e tour remporté par Evaristo Carvalho.
- Jeux Olympiques de Rio :
  - début des épreuves :
    - d'équitation
    - de canoë-kayak
    - de plongeon
    - du volley-ball

  - Course en ligne féminine de cyclisme sur route
- Sortie du film Le Ruisseau, le Pré vert et le Doux Visage
- Début de la Route de France féminine 2016
- Fin du tour de l'Utah 2016
- Fin du tour du Portugal 2016
- Fermeture du toboggan Verrückt